# Pattie Boyd
Patricia Anne "Pattie" Boyd (sinh 17 tháng 3 năm 1944 tại Taunton) là người mẫu, nhiếp ảnh gia và nhà văn người Anh. Bà là người vợ đầu tiên của cả hai tay guitar nổi tiếng George Harrison và Eric Clapton. Tháng 8 năm 2007, bà cho ra mắt cuốn tự truyện Wonderful Tonight. Những bức ảnh bà chụp Harrison và Clapton được tổng hợp trong cuốn Through the Eye of a Muse từng được trưng bày tại Dublin, Sydney, Toronto, Moscow, London và nhiều triển lãm tại Mỹ.